# Hydroporus distinguendus
Hydroporus distinguendus là một loài bọ cánh cứng trong họ Bọ nước. Loài này được Desbrochers des Loges miêu tả khoa học năm 1871.